# 大淀祇園祭

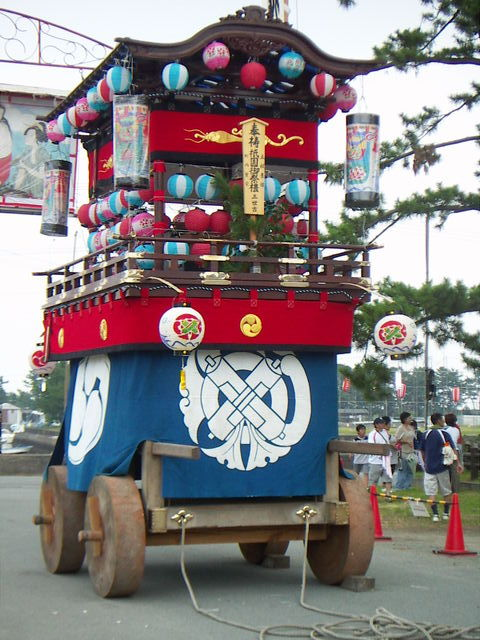
三世古地区山車

大淀祇園祭（おおよどぎおんまつり・おいずぎおんまつり）は、三重県多気郡明和町大字大淀地区で行われる祭。斎王まつりと共に明和町2大祭に入る

## 概要
地元では「ぎおんさん」と呼ばれている。「天王祭」の別名もあるがこちらでほとんど呼ばれていない。
江戸時代中期頃に疫病を払い五穀豊穣・漁業の発展を祈願する民間信仰から始まったと伝えられ毎年旧暦6月14日に近い土曜日に行われる。
津島神社及び八坂神社の流れを汲み、大字大淀の三世古・東区（東世古）・山大淀の3地区より山車が曳き出される。
東区（東世古）
- 宵宮（よみや）と呼ばれ、前日（金曜日）に竹大與杼神社で祭礼の後、午後5時ごろから引き出され、夜間にかけて巡行。
- 一時、途絶えていたが1990年代後半に復活している[1]。
- 山車は明和町と伊勢市の境界を流れる大堀川の橋を越えて伊勢市側まで曳かれ折り返す[2]。

三世古
- この祭の中心になる地域。山車の他、神輿を一基保有している。
- 午前に竹大與杼神社で祭礼の後、神輿が巡行する。神輿は山車とは異なるコースを巡行する。
- 山車は午後1時ごろから曳き出される。地区内を巡行した後、午後4時半から5時ごろに大淀漁港に到着し2艘連ねた専用の漁船に載せられ港内を巡航する「海上渡御」が行われる[3]。
- 海上渡御に用いられる漁船は「なりひら」「ゆきひら」[4]と名付けられている。自力航行ができない為、小型船に曳航される。
- 後述の花火大会は三世古地区の3つの組（北組・西組・中組）が輪番で担当する[5]。

山大淀
- 竹佐々夫江神社で祭礼の後、午後5時ごろから曳き出されて夜間にかけて巡行。
- 三世古と異なる特徴として山車の前を進む行列に「乙姫」という稚児が加わる。

山車は各地区とも1基ずつ保有。後述の通り山車の構造は同じだが、装飾、祇園囃子は似ているが共通はしていない。それぞれ保有する地区内のみを巡行し、基本的に1か所に合流しないが記念行事等で合流することがある。

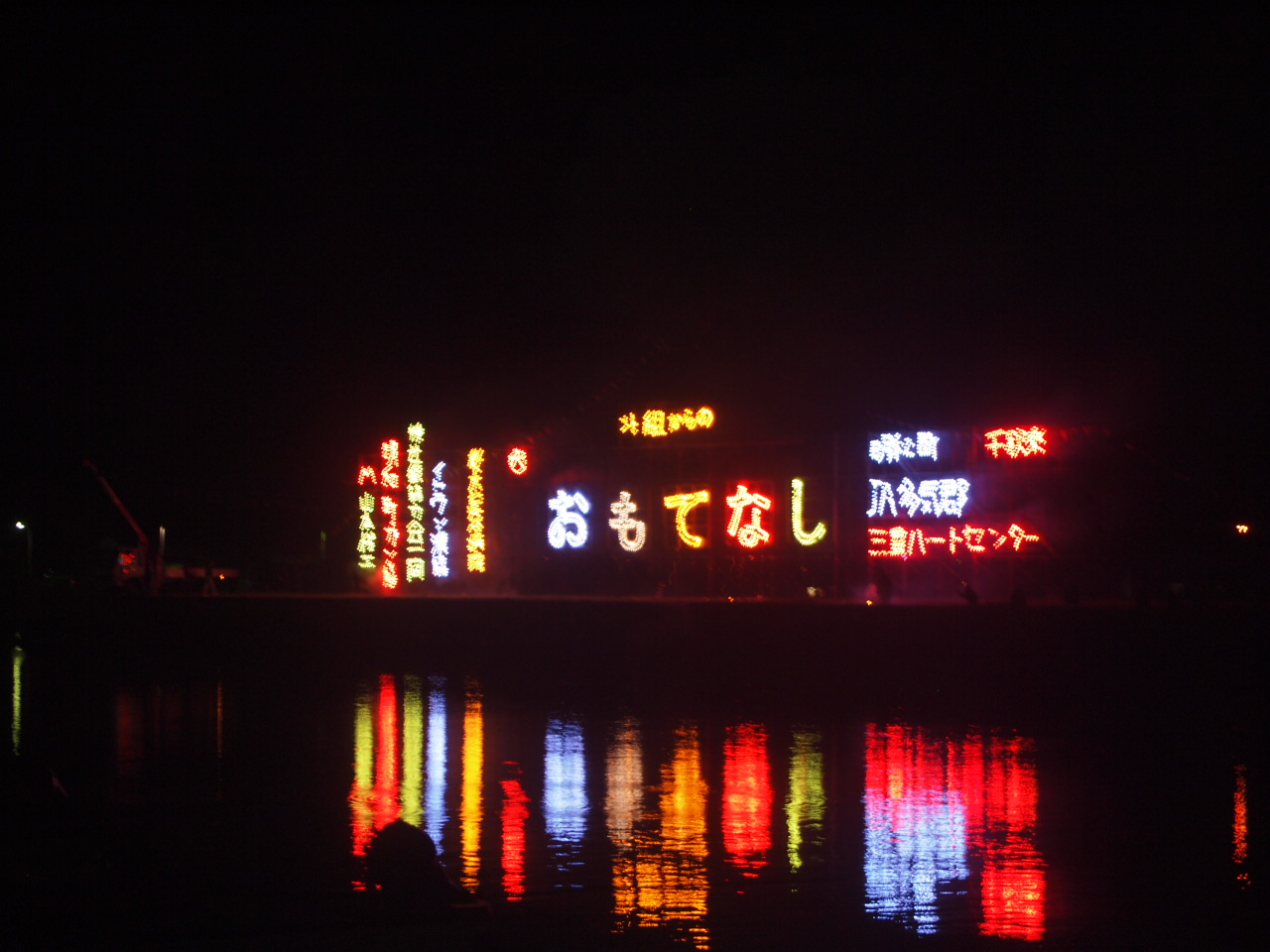
仕掛け花火（2014年7月。この年は2020年の東京オリンピックが決定されたことから「おもてなし」とあらわしている）

また、夜には花火大会が行われ約2000発の打ち上げ花火の他「綱火」と呼ばれる近隣の花火大会では見られない地元独自の点火方式による仕掛け花火が行われ「おいずの花火」として近隣市町に広く知られている。ナイアガラが２度（中盤（中入と呼ばれる）とフィナーレ（千秋楽万歳と呼ばれる）あるなどローカルな花火大会ながら規模は大きく、フィナーレにはその年の世相（夏までに起こった出来事やこれから行われる大規模なイベント等）を現した枠仕掛けがある。
新型コロナウイルスによる影響
新型コロナウイルスの影響で2020年度、2021年度の大淀祇園祭と花火大会は中止となった。2022年度は飾り山、規模縮小の花火大会が開催された。
[練習]　7月前半あたりから各地区の公民館により、練習している。

## 山車の形状
3地区とも共通しており、下記のような特徴がある。
- 素木造りの2層構造で1層目には囃子方が乗り込む。水引幕と大幕が取り付けられるが大幕は運行時に上げられる。
- 2層目は水引幕と提灯で彩られ御神体や御札が納められ役員らが乗り込んで運行を指揮する。先頭部に「奉祷　祇園御祭禮（地区名）」と書かれた立札を取り付ける。
- 向唐破風状の屋根は市松状に紙張りされ、上下にスライドする。
- 車輪は御木曳の奉曳車の様に太い丸太材を輪切りにしたものが用いられる。心棒に端栓を打ち込み潤滑油を用いず動きにくくし、運行時に独特の軋む音を出させる。

## その他
- 近隣の同町馬ノ上算所地区、伊勢市東大淀町・村松町で行われる祇園祭で曳かれる山車は大淀の山車と同じ形状をしており、装飾も近い｡[7]
- 川を挟んで隣接する伊勢市東大淀町の祇園祭は大淀と同じ日に行われる。
- 悪天候等で延期になった場合、三世古と山大淀が別々の日に行われることがある。
- 例年、祇園祭と花火大会をテーマとしたフォトコンテストが開かれている[8]。